# Acacia acradenia
Acacia acradenia é uma espécie de leguminosa do gênero Acacia, pertencente à família Fabaceae.